# District de Redon
Le district de Redon est une ancienne division territoriale française du département d'Ille-et-Vilaine de 1790 à 1795.
Il était composé des cantons de Redon, Baulon, Campel, Guignen, Guipry, Maure, Pipriac, Renac et Sixt.